# 嗅覚障害
嗅覚障害（きゅうかくしょうがい）とは、嗅覚つまり「におい」の感覚に何らかの異常を来す症状または疾患である。「嗅覚異常」ともいう。

## 嗅覚障害の種類
嗅覚が弱くなる嗅覚減衰症（羅 hyposmia), 本来のにおいとは違ったにおいを感じる嗅覚錯誤（羅 parasmia)と嗅覚が完全に消滅してしまう無嗅覚症（羅 anosmia)がある。

### 嗅覚減衰症
嗅覚が弱くなる。

### 嗅覚錯誤
本来のにおいとは違ったにおいを感じる。

### 無嗅覚症
嗅覚が完全に消滅してしまう。

### 嗅覚過敏
嗅覚が過敏になる症状。

## 原因
風邪やインフルエンザなどの呼吸器系感染症や花粉症などから鼻炎・副鼻腔炎を起こし、吸気が鼻の最上部にある嗅細胞に達する経路が遮断されて起こる呼吸器性と、嗅細胞・嗅神経の障害による末梢神経性および大脳の一部が腫瘍やこうそくなどで傷害されて起こる中枢神経性の区別がある。2023年ぐらいまでは、新型コロナウイルス感染の症状としても知られていたが、2023年3月頃のXBB.1.5オミクロン変種では、興味深いことにこのような嗅覚障害の症状がほとんど見られない。
パーキンソン病，アルツハイマー病などの神経変性疾患では、早期に嗅覚障害があらわれる。